# Еліза Робертс

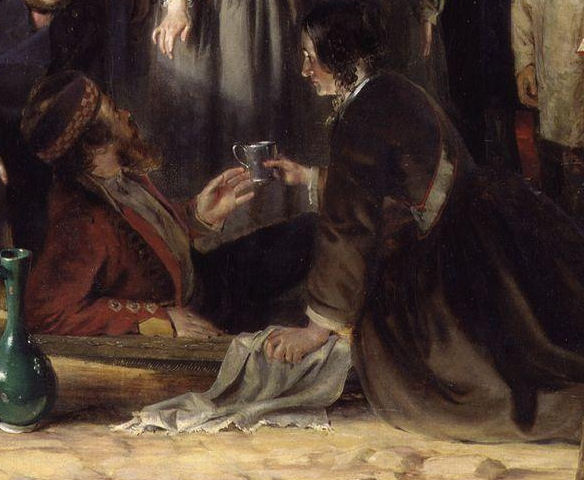
Еліза Робертс — фрагмент «Місії милосердя: Флоренс Найтінгейл приймає поранених у Скутарі» (Джеррі Барретт, 1857 р.)

Еліза Робертс (1802—1878) — англійська медсестра, яка була в одній із перших груп медсестер, що супроводжували Флоренс Найтінгейл до лікарні Скутарі під час Кримської війни. Найтінгейл вважала її найкращою з медсестер і призначила головною медсестрою.

## Рання кар'єра
Народившись у 1802 році в Шедвеллі в Східному Лондоні в родині робітника, Робертс почала свою медичну кар'єру в 1829 році як помічник медсестри в чоловічій хірургії в лікарні Святого Томаса в Лондоні. У 1840 році вона стала сестрою в Джордж Уорді, чоловічому хірургічному відділенні та відділенні нещасних випадків. Доктор Джон Флінт Саут (1797—1882), хірург у Сент-Томасі, вважав, що Робертс, на той час фахівець із літотомії та нещасних випадків, мала більше клінічних знань і досвіду в лікарняних справах, ніж будь-хто інший, чоловік чи жінка, у військові госпіталі в Криму. Роберт Вітфілд, аптекар і старший медичний офіцер у Сент-Томасі, так само описав Робертс як найкращу медсестру, яку він коли-небудь зустрічав, «одну на тисячі століть, старанну практичну медсестру». Однак її управлінські навички були низькими, у 1848 році в її відділенні була найбільша плинність помічників серед усіх відділень у лікарні. Згідно з переписом 1851 року, вона була одруженою, їй було 47 років і вона була денною медсестрою в Сент-Томасі. У 1853 році, після двадцяти чотирьох років служби в Сент-Томасі та у віці 51 року, через погіршення здоров'я вона залишила посаду і проживала у своєму домі Майда-Вейл.

## Кримська війна

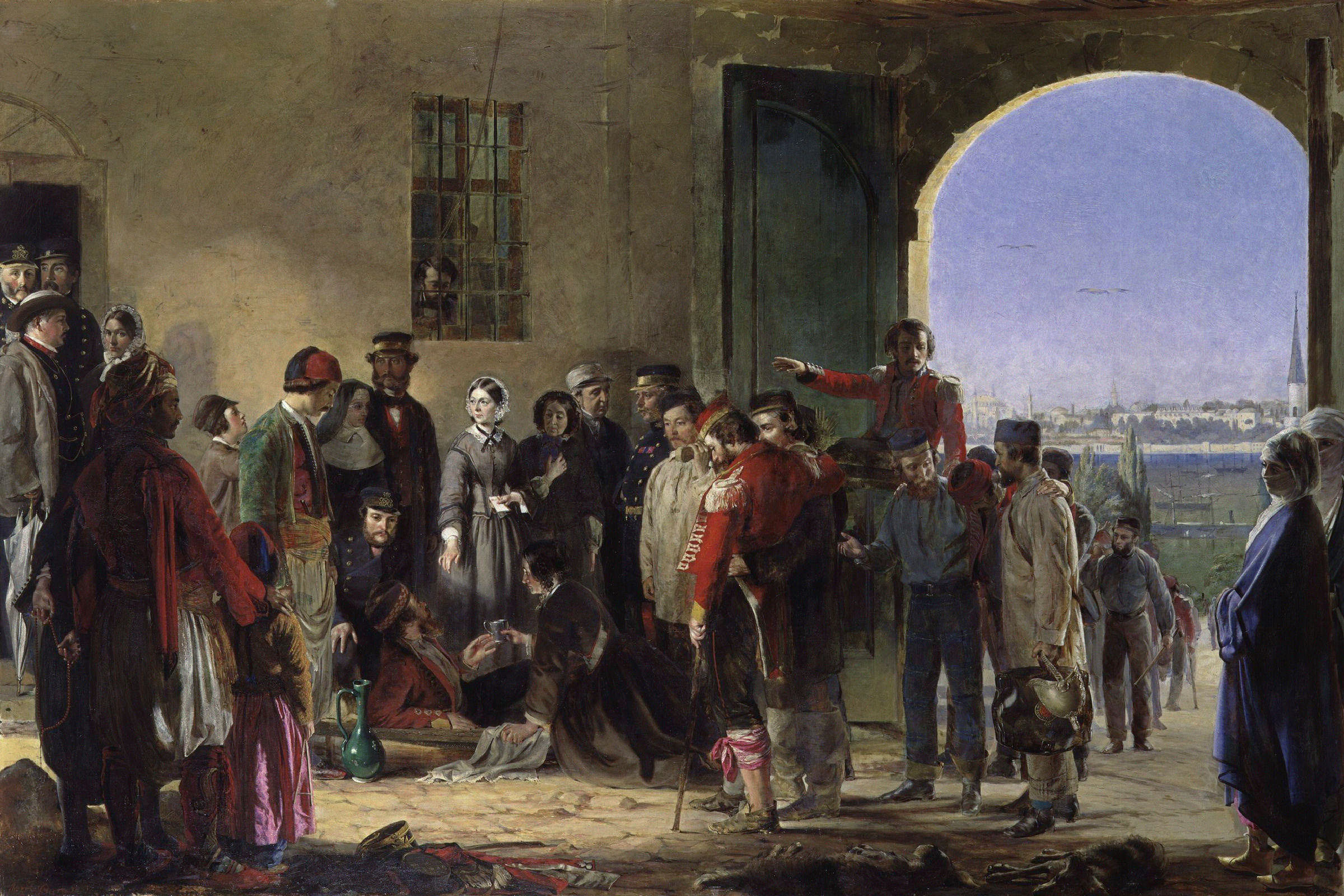
«Місія милосердя: Флоренс Найтінгейл приймає поранених у Скутарі», Джеррі Баррет, 1857. Еліза Робертс зображена на колінах, яка доглядає за пораненим солдатом.

Її здоров'я настільки покращилося, що з початком Кримської війни наступного року вона добровільно приєдналася до команди Флоренс Найтінгейл із 38 медсестер, які подорожували, щоб доглядати за хворими та пораненими в лікарні Скутарі, за рекомендацією Роберта Вітфілда з Сент-Томаса. як «ретельний хірург і чудова жінка». Вона прибула до Скутарі разом із Найтінгейл та іншими медсестрами 23 жовтня 1854 року. Найтінгейл одразу визнала її досвід і компетентність і назвав Робертс після десяти днів у палаті такою, що вона на вагу золота, і призначив її головною медсестрою. Найтінгейл приписувала досвід Робертс її багаторічному досвіду роботи в палатах Святого Томаса, написавши про неї: «Її повна перевага над усіма вадами лікарняної медсестри, її вірність роботі, її безкорислива любов до обов'язку та пильна турбота про її Пацієнтів, її працездатність, рівна потужності десяти медсестер, зробили її однією з найважливіших осіб експедиції». Робертс доглядала за Найтінгейл під час її важкої хвороби у травні та червні 1855 року одного разу відмовивши лорду Реглану, командувачу британськими військами в Криму, який приїхав відвідати Найтінгейл під час її хвороби. Лише коли Найтінгейл назвала, хто такий відвідувач у мантії, його впустили.
Робертс володіла навичками, якими володіли небагато інших медсестер у 1850-х роках, оскільки до того періоду асистенти взяли на себе багато того, що раніше входило до відповідальності сестер-хірургів. Найтінгейл була вражена майстерністю перев'язувача Робертс і повідомила, що старші медичні офіцери погодилися з нею, що вона перев'язувала рани та переломи більш майстерно, ніж будь-хто з перев'язувачів або асистентів хірургів. Голландський цивільний лікар Пітер Пінкоффс (1815—1872), який служив у Криму з квітня 1855 по квітень 1856 року, описав Робертс як «розумного ад'ютанта» Найтінгейл. Пізніше Найтінгейл заявила, що вважає, що з Робертса вийшов би першокласний хірург і лікар, і тому платила їй на 65 фунтів стерлінгів на рік більше, ніж іншим її медсестрам, отримуючи зарплату 120 фунтів на рік.

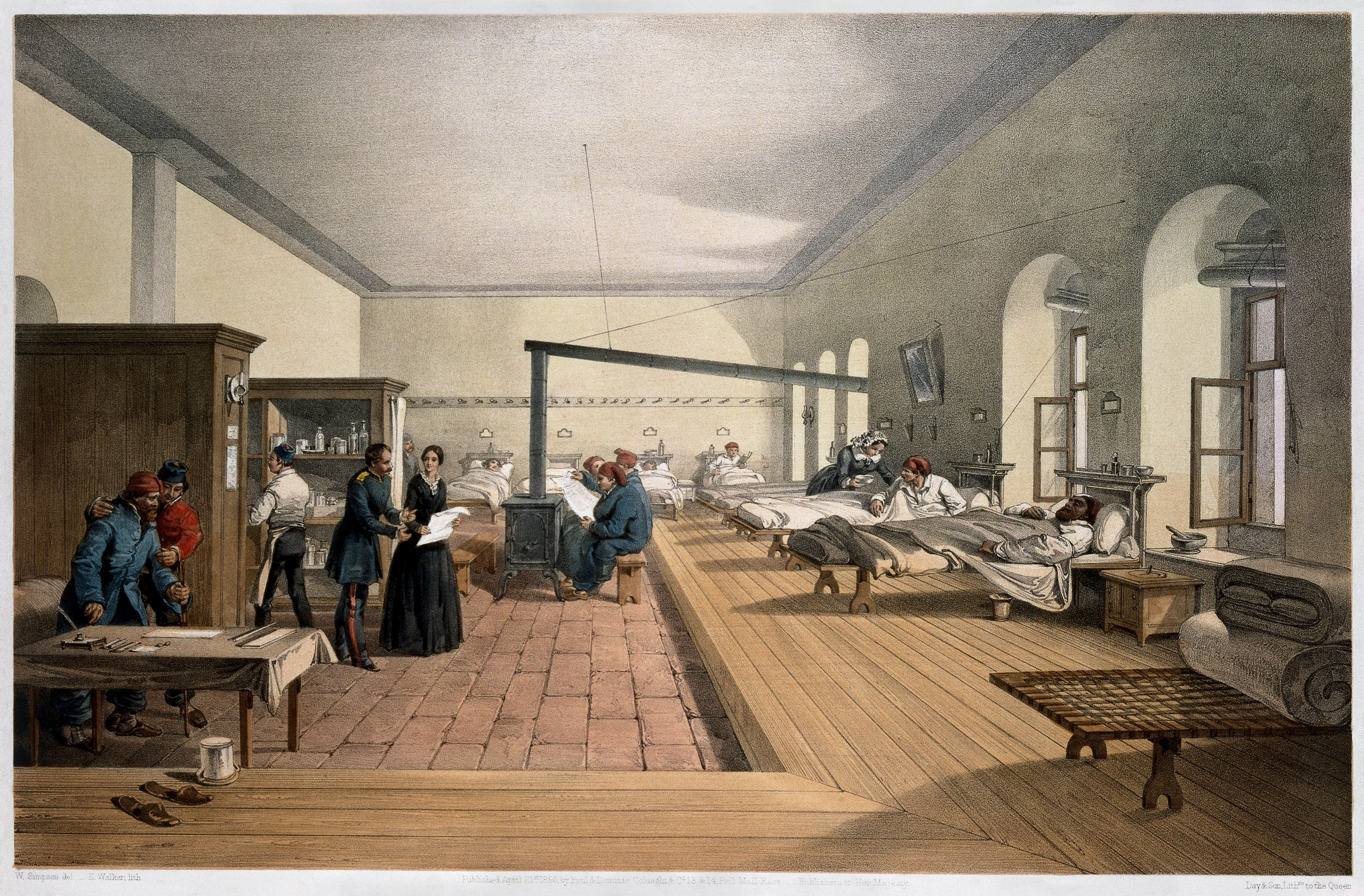
Літографія 1856 року палати госпіталю Скутарі під час Кримської війни

Однак, незважаючи на важливість роботи Робертс у Скутарі, її походження з робітничого класу іноді робило її непростим працівником. Її грубі манери та нецензурна лексика викликали у Найтінгейл із вищого класу роздратування. Крім того, Робертс була майже не грамотною і постійно розмовляла, повторюючи одні й ті ж історії знову і знову; але вона розлючувалася на інших, які втомлювали Найтінгейл своїми балачками. Незважаючи на тверезість, працьовитість і скромність, Робертс мала запальний характер, сварилася з іншими медсестрами і пишалася цим, називаючи себе «Перцем». Проте Найтінгейл писала, що якщо Робертс залишить Скутарі, їй теж доведеться піти. Робертс знала про залежність Найтінгейл від неї, і щоразу, коли Найтінгейл дорікала їй за якусь невдачу, вона погрожувала піти у відставку та повернутися до Англії. Найтінгейл цінувала навички медсестри та досвід Робертс, а не соціальний етикет, і тому була готова миритися з відсутністю у Робертса соціальних навичок і манер. Зберігся лист від Найтінгейл до Робертс, у якому перша писала, просячи Робертс негайно повернутися з однією зі своїх медсестер, залишивши інших «відповідальних медсестер», оскільки «Ми маємо 250 поранених, і я хочу, щоб ви кілька годин спостерігали за ними».
Армійські хірурги в Криму були так само вражені її вмінням медсестри. Через тридцять шість років після Кримської війни Найтінгейл згадувала Робертс як «чудову медсестру та чудову жінку» Робертс повернулася з Найтінгейл 8 серпня 1856 року.
На картині Джеррі Баррета Робертса «Місія милосердя: Флоренс Найтінгейл приймає поранених у Скутарі» 1857 року є єдиною фігурою, яка робить щось корисне, стоячи на колінах, доглядаючи за пораненим солдатом. Після її смерті в 1878 році Еліза Робертс була похована на кладовищі Вест-Норвуд.